# De Terp (metrostation)
De Terp is een metrostation in Capelle aan den IJssel, in de Nederlandse provincie Zuid-Holland. Het station wordt bediend door metrolijn C en is het eindpunt van deze Rotterdamse metrolijn. Tot december 2009 was het station het eindpunt van de Capelse tak van de Calandlijn. Het station ligt op een viaduct in de wijk Oostgaarde en bestaat uit een eilandperron tussen de voorbij het station doodlopende sporen. Station De Terp werd geopend op 26 mei 1994. Spoor 2 wordt hierbij nog maar zelden gebruikt.
Metro's die vertrekken van station De Terp hebben allemaal de eindbestemming De Akkers.
Men kan bij dit station overstappen op Qbuzz buslijn 383 en op RET buslijnen 31 en 606.

## Foto's

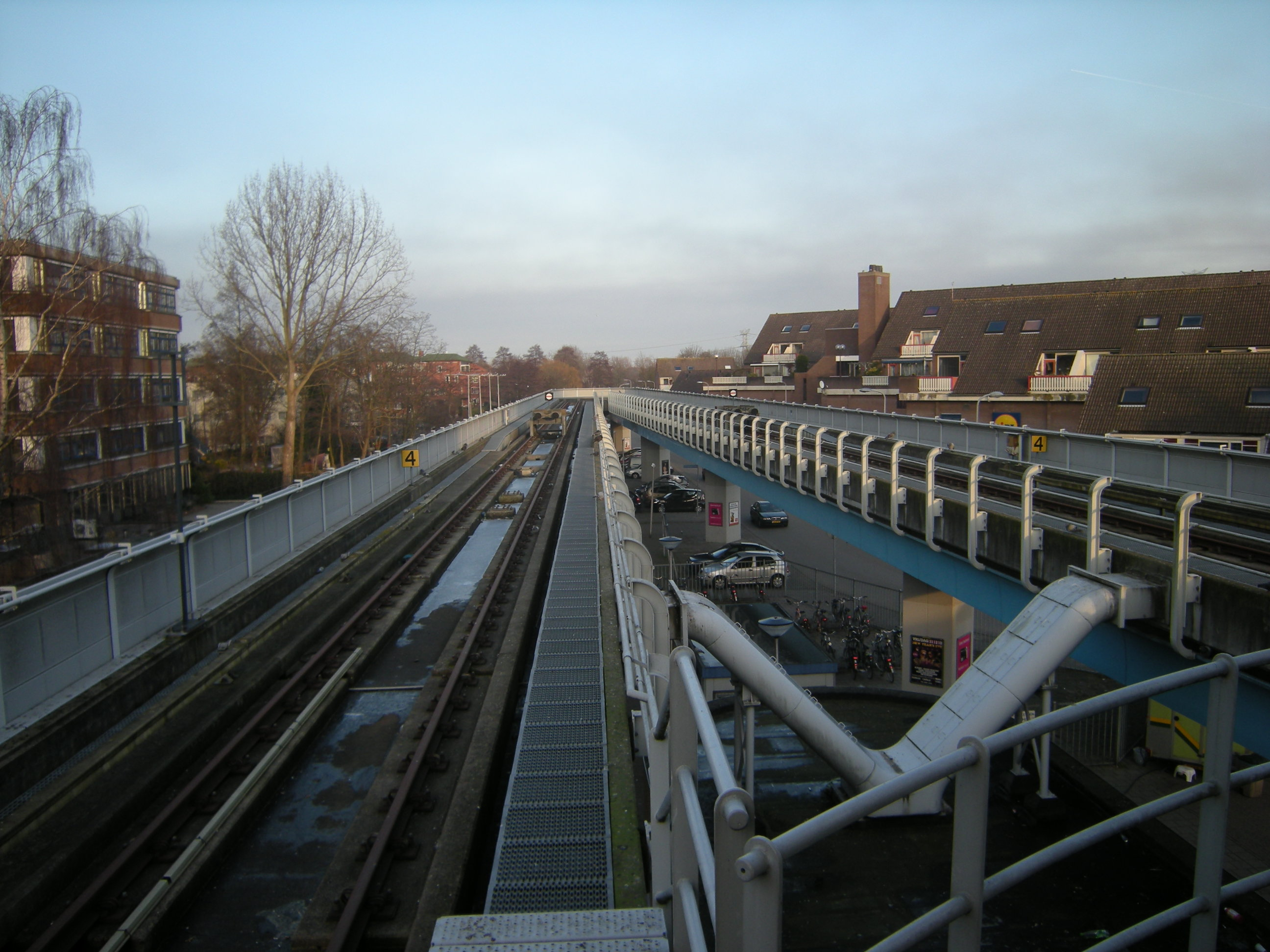
Hier eindigt metrolijn C.

De Terp · Capelle Centrum · Slotlaan · Capelsebrug · Kralingse Zoom · Voorschoterlaan · Gerdesiaweg · Oostplein · Blaak  · Beurs · Eendrachtsplein · Dijkzigt · Coolhaven · Delfshaven · Marconiplein · Schiedam Centrum  · Parkweg · Troelstralaan · Vijfsluizen · Pernis · Tussenwater · Hoogvliet · Zalmplaat · Spijkenisse Centrum · Heemraadlaan · De Akkers